# Rockman Battle and Fighters
Rockman Battle and Fighters (ロックマン バトル&ファイターズ) est un jeu vidéo de combat développé et édité par Capcom au Japon en 2000 sur Neo-Geo Pocket Color,. C'est une adaptation des deux jeux de combat sortis en arcade en 1995 puis 1996, respectivement intitulés Mega Man: The Power Battle et Mega Man 2: The Power Fighters.
La bande-son du jeu est incluse dans une compilation intitulée Rockman Sound Box 2 et publiée au Japon le 17 décembre 2014 par Capcom, regroupant plusieurs CD de bandes-son de jeux de la franchise Mega Man.

## Accueil
- IGN : 8/10[2]